# Andrzej Szponder
Andrzej Szponder (ur. 30 listopada 1856 w Liszkach, zm. 18 grudnia 1945 w Grójcu) – polski duchowny rzymskokatolicki, poseł VIII kadencji Sejmu Krajowego Galicji oraz dwukrotny poseł do austriackiej Rady Państwa.

## Życiorys
Ukończył Gimnazjum św. Anny w Krakowie w 1880 oraz Wydział Teologiczny Uniwersytetu Jagiellońskiego w 1884. Był wikariuszem w Milówce (1884), Chrzanowie (1885–1892), Osieku (1893–1895), Makowie (1895–1897), Zabierzowie (1897) i Wieliczce (1898).
Wybrany do Rady Państwa IX kadencji (1897–1900) z kurii IV (wiejskiej) w okręgu nr 3 Wadowice – Myślenice). ponownie zasiadał w Radzie Państwa XI kadencji (1907–1911), wybrany z okręgu 35 (Jaworzno, Chrzanów, Krzeszowice, Liszki). W 1897 był współpracownikiem Stanisława Stojałowskiego i należał do Stronnictwa Chrześcijańsko-Ludowego, z którego wystąpił w 1898. W 1907 należał do Koła Polskiego oraz Polskiego Centrum Ludowego.
W latach 1901–1907 był posłem do Sejmu Krajowego Galicji VIII kadencji.
W 1897 był redaktorem pism „Wieniec” i „Pszczółka”, a w 1898 współzałożycielem i redaktorem „Obrony Ludu”.
W 1913 został aresztowany w Krakowie pod zarzutem nadużyć emigracyjnych.
Od 1919 był proboszczem w Grójcu.